# Liste de peintures de Pascal Dagnan-Bouveret
Cette liste de tableaux recense les œuvres peintes sur toile conservées ou identifiées de l'artiste peintre Pascal Dagnan-Bouveret (1852-1929), selon un classement chronologique.

## Liste des œuvres
| Tableau | Titre                                                                             | Date            | Dimensions       | Notes et références                                                         | Lieu de conservation                             |
| ------- | --------------------------------------------------------------------------------- | --------------- | ---------------- | --------------------------------------------------------------------------- | ------------------------------------------------ |
|         | L'Ange et les Saintes Femmes au tombeau                                           | 1874            | 33 × 41,2 cm     |                                                                             | Collection particulière                          |
|         | Atalante victorieuse,                                                             | 1875            | 170 × 140 cm     |                                                                             | Melun, musée municipal                           |
|         | Figure peinte                                                                     | 1876            | 81 × 65 cm       |                                                                             | Paris, École nationale supérieure des beaux-arts |
|         | Priam aux pieds d'Achille                                                         | 1876            |                  | 2e prix de Rome en peinture                                                 | Madrid, ambassade de France                      |
|         | La Douleur d'Orphée                                                               | 1876            | 151,5 × 107,5 cm |                                                                             | Mulhouse, musée des Beaux-Arts                   |
|         | Saint Herbland                                                                    | 1877            | 36 × 21,2 cm     | Esquisse pour l'église de Bagneux                                           | Paris, musée du Petit Palais                     |
|         | Petit Savoyard mangeant devant l'entrée d'une maison                              | 1877            | 41,9 × 55,8 cm   |                                                                             | Collection particulière                          |
|         | Un couple regardant par la fenêtre                                                | 1877            | 30,5 × 41,3 cm   |                                                                             | Collection particulière                          |
|         | Portrait de Monsieur de Rochetaillée                                              | 1877            | 110,5 × 87 cm    |                                                                             | Jérusalem, Musée d'Israël                        |
|         | Saint Herbland                                                                    | 1878            | 200 × 120 cm     |                                                                             | Bagneux, église Saint-Hermeland                  |
|         | Portrait d'Anne-Marie Walter, fiancée de l'artiste                                | 1878            | 15,4 × 13 cm     |                                                                             | Vesoul, musée Jean-Léon Gérôme                   |
|         | Auguste au tombeau d'Alexandre                                                    | 1878            |                  |                                                                             | Collection particulière                          |
|         | Les funérailles de Manon Lescaut                                                  | 1878            | 70 × 99,2 cm     |                                                                             | Collection particulière                          |
|         | Sancta Genovefa                                                                   | 1878            | 31,1 × 29,8 cm   |                                                                             | Collection particulière                          |
|         | Un oriental endormi près d'un tigre                                               | 1878            | 24 × 33 cm       |                                                                             | Collection particulière                          |
|         | Une noce chez le photographe                                                      | 1879            | 85 × 122 cm      |                                                                             | Lyon, musée des Beaux-Arts                       |
|         | Un accident                                                                       | 1879            | 90 × 130 cm      |                                                                             | Baltimore, The Walters Art Museum                |
|         | Bouderie (Gustave Courtois dans son atelier')                                     | 1880            | 48,3 × 63,5 cm   |                                                                             | Collection particulière                          |
|         | Bénédiction du jeune couple avant le mariage                                      | 1880 - 1881     | 99 × 143 cm      |                                                                             | Moscou, musée des Beaux-Arts Pouchkine           |
|         | Madame Barbey, née Marguerite Marcille                                            | 1881            |                  |                                                                             | Vesoul, musée Jean-Léon Gérôme                   |
|         | Vue de Venise                                                                     | 1882            |                  |                                                                             | Vesoul, musée Jean-Léon Gérôme                   |
|         | Jeune Femme en rose avec son enfant                                               | 1882            | 62,9 × 80,6 cm   |                                                                             | Collection particulière                          |
|         | Hamlet et les Fossoyeurs                                                          | 1883            | 101,6 × 85,1 cm  |                                                                             | New York, Dahesh Museum of Art                   |
|         | Petit Concert                                                                     | 1883            | 115 × 88 cm      |                                                                             | Collection particulière                          |
|         | Les Bohémiens                                                                     | 1883            | 44,1 × 35,6 cm   |                                                                             | Philadelphie, Museum of Art                      |
|         | L'Étable                                                                          | 1883            | 55,6 × 47 cm     |                                                                             | Collection particulière                          |
|         | Portrait de Gustave Courtois en chasseur                                          | 1883            | 32,5 × 24,5 cm   |                                                                             | Collection particulière                          |
|         | Portrait de Gustave Courtois                                                      | 1884            | 121,9 × 81,9 cm  |                                                                             | Besançon, musée des Beaux-Arts                   |
|         | Chevaux à l'abreuvoir                                                             | 1884            | 225 × 175 cm     | Musée                                                                       | Paris, musée d'Orsay                             |
|         | La Lettre                                                                         | 1884            | 37,1 × 27,3 cm   |                                                                             | Collection particulière                          |
|         | Le Musicien                                                                       | 1884            | 25 × 19,5 cm     |                                                                             | Baltimore, The Walters Art Museum                |
|         | La Vierge à la rose                                                               | 1885            | 85,7 × 68,6 cm   |                                                                             | New York, The Metropolitan Museum of Art         |
|         | Étude pour Le Pain bénit                                                          | 1885            | 100 × 80 cm      |                                                                             | Beauvais, musée départemental de l'Oise          |
|         | Le Pain bénit                                                                     | 1885            | 121 × 84,5 cm    | Musée                                                                       | Paris, musée d'Orsay                             |
|         | Aimons toujours ! Aimons encore !                                                 | vers 1886       | 27 × 21,4 cm     |                                                                             | Paris, musée Victor Hugo                         |
|         | Femme bretonne                                                                    | 1886            | 36,2 × 27,9 cm   |                                                                             | Chicago, Art Institute                           |
|         | Le Pardon en Bretagne                                                             | 1886            | 115 × 85 cm      |                                                                             | New York, The Metropolitan Museum of Art         |
|         | Étude pour Les Bretonnes au pardon                                                | vers 1887       | 39,3 × 44,4 cm   |                                                                             | Washington, D.C., National Gallery of Art        |
|         | Les Bretonnes au pardon                                                           | 1887            | 125 × 141 cm     |                                                                             | Lisbonne, musée Calouste-Gulbenkian              |
|         | Femme en costume breton assise dans un champ                                      | 1887            | 41,6 × 32,4 cm   |                                                                             | Boston, Museum of Fine Arts                      |
|         | Femme en costume breton                                                           | vers 1887       |                  |                                                                             | États-Unis, Collection Fred et Sherry Ross       |
|         | Deux Femmes bretonnes                                                             | 1887            | 54,6 × 40,7 cm   |                                                                             | Collection particulière                          |
|         | Jeune Homme breton tenant un cierge                                               | vers 1887 ?     | 97,8 × 55,9 cm   |                                                                             | Collection particulière                          |
|         | Jeune Homme breton                                                                | 1887            | 41,9 × 24,8 cm   |                                                                             |                                                  |
|         | La Bernoise (portrait de la femme de l'artiste)                                   | 1887            | 55,6 × 41,9 cm   |                                                                             | Philadelphie, Museum of Art                      |
|         | Portrait de Albert Edelfelt                                                       | 1887            | 20,5 × 15 cm     |                                                                             | Helsinki, musée d'art Ateneum                    |
|         | Portrait de Jules-Alexis Muenier                                                  | 1887            | 23,7 × 13 cm     |                                                                             | Collection particulière                          |
|         | Bretons en prière                                                                 | 1888            | 123,5 × 68,9 cm  |                                                                             | Musée des beaux-arts de Montréal                 |
|         | Tête de femme Ouled Naïl                                                          | 1888            | 20,3 × 15,7 cm   | Musée                                                                       | Paris, musée d'Orsay                             |
|         | Madone à La treille                                                               | 1888            | 193 × 130,8 cm   |                                                                             | Collection particulière                          |
|         | Ruelle à Alger                                                                    | 1888            |                  |                                                                             | Musée Jean-Léon Gérôme, Vesoul                   |
|         | Les Conscrits                                                                     | 1889            | 168 × 146 cm     |                                                                             | Musée des beaux-arts de Rennes                   |
|         | Portrait de jeune femme en deuil                                                  | 1889            | 71,5 × 54,8 cm   | Musée                                                                       | Paris, Musée d'Orsay                             |
|         | La Peinture                                                                       | 1890            | 54,1 × 28,2 cm   |                                                                             | Paris, musée du Petit-Palais                     |
|         | La Peinture                                                                       | 1890            |                  | Figure pour le décor du Salon des Arts à l'Hôtel de Ville de Paris          | Paris, Hôtel de Ville de Paris                   |
|         | Hernani                                                                           | 1890            |                  |                                                                             | Vesoul, Musée Jean-Léon Gérôme                   |
|         | Jeune Fille en bleu                                                               | 1891            |                  |                                                                             | Collection particulière                          |
|         | Jeune Femme dans une orangeraie (Golfe Juan)                                      | 1891            | 99 × 74 cm       |                                                                             | Collection particulière                          |
|         | Jeune copiste au Louvre                                                           | 1891            |                  |                                                                             |                                                  |
|         | Dans la forêt                                                                     | 1892            | 154 × 122 cm     |                                                                             | Nancy, musée des Beaux-Arts                      |
|         | Dans le pré                                                                       | 1892            | 95,9 × 90,9 cm   |                                                                             |                                                  |
|         | Portrait de Mrs Baker                                                             | 1892            | 123 × 63 cm      |                                                                             | Collection particulière                          |
|         | Madame Dagnan et son fils                                                         | 1893            | 99 × 67,5 cm     |                                                                             | Valenciennes, musée des Beaux-Arts               |
|         | René de Saint-Marceaux,                                                           | 1894            |                  |                                                                             | Reims, musée des Beaux-Arts.                     |
|         | Portrait de Fanny Thérèse Reinach                                                 | 1896            | 83 × 57 cm       |                                                                             | Collection particulière                          |
|         | Portrait de George McCulloch                                                      | 1896            | 50,5 × 38,5 in   |                                                                             | Localisation actuelle inconnue                   |
|         | La Cène                                                                           | 1896            | 300 × 495 cm     |                                                                             | Arras, musée des Beaux-Arts                      |
|         | Le Christ et les Disciples d'Emmaüs                                               | vers 1897       | 198 × 280,6 cm   |                                                                             | Pittsburgh, Carnegie Museum of Art               |
|         | Portrait d'une jeune femme songeuse                                               | 1898            | 131 × 95 cm      |                                                                             | Collection particulière                          |
|         | Madone, étude pour Consolatrix afflictorum                                        | 1898            | 21,9 × 17,5 cm   |                                                                             | Collection particulière                          |
|         | Portrait de femme                                                                 | 1899            |                  |                                                                             | Vesoul, Musée Jean-Léon Gérôme                   |
|         | Consolatrix Afflictorum                                                           | 1899            |                  |                                                                             | Pittsburgh, Frick Art et Historical Center       |
|         | Portrait du sculpteur Jean Dampt tenant Le chevalier Raymondin et la fée Mélusine | 1899            | 44 × 24,5 cm     |                                                                             | Collection particulière                          |
|         | Ophélia                                                                           | 1900            | 156,8 × 103,5 cm |                                                                             | Collection particulière                          |
|         | Paysage arboré                                                                    | vers 1900       | 62 × 48 cm       |                                                                             | Budapest, Galerie nationale hongroise            |
|         | Portrait de Bernard Wolff                                                         | 1901            | 23,4 × 17,2 cm   |                                                                             | Collection particulière                          |
|         | Portrait de Jean-Léon Gérôme en académicien,                                      | 1902            | 86 × 66,5 cm     |                                                                             | Versailles, musée national du château            |
|         | Sur les cimes                                                                     | 1903            | 125,4 × 105,4 cm |                                                                             | Collection particulière                          |
|         | Pacem summa tenent. Apollon et les Muses au sommet du Parnasse                    | 1903            |                  | Décor de l'amphithéâtre des Lettres (Amphithéâtre Richelieu) de la Sorbonne | Paris, Université de la Sorbonne                 |
|         | Portrait de la princesse O. V. Paley                                              | vers 1904       |                  |                                                                             |                                                  |
|         | Saules au bord d'un ruisseau                                                      | 1908            | 65,4 × 81,3 cm   |                                                                             | Boston, Museum of Fine Arts                      |
|         | Marguerite au Sabbat                                                              | 1911            | 155 × 124 cm     |                                                                             | Cognac, musée municipal                          |
|         | Primavera                                                                         | 1914            | 172,7 × 87,5 cm  |                                                                             | Williamstown, The Clark Art Institute            |
|         | Saint-Trophime à Arles                                                            | 1914            |                  |                                                                             | Vesoul, Musée Jean-Léon Gérôme                   |
|         | Portrait de la Comtesse Raoul de Percin                                           | 1916            | 98 × 68 cm       | Musée                                                                       | Paris, musée d'Orsay                             |
|         | Jeune fille au Perle Quincey                                                      | 1921            | 56 × 47 cm       |                                                                             | Collection particulière                          |
|         | La Vieille Julie de Quincey                                                       | 1922            |                  |                                                                             | Vesoul, Musée Jean-Léon Gérôme                   |
|         | Stabat mater                                                                      | 1926            |                  |                                                                             | Quincey, église paroissiale                      |
|         | Le Grand-père                                                                     | huile sur toile | 33 × 41 cm       | Musée                                                                       | Paris, musée d'Orsay                             |
| image   | Paysage au bord de l'eau                                                          |                 | 16 × 22 cm       |                                                                             | Beauvais, musée départemental de l'Oise          |
| image   | Un vieux Breton                                                                   |                 |                  |                                                                             | Chaalis, musée de l'abbaye royale                |
|         | Le Vœu ou L'Ex-voto ou Intérieur d'église en Bretagne                             |                 | 46 × 50 cm       |                                                                             | Rouen, musée des Beaux-Arts                      |
|         | Portrait de femme                                                                 |                 | 22,5 × 17,5 cm   |                                                                             | Grenoble, musée des Beaux-Arts                   |
|         | Portrait de Mr Frick                                                              |                 |                  |                                                                             |                                                  |
|         | Portrait de femme                                                                 |                 |                  |                                                                             | Bakou, musée national d'art d'Azerbaïdjan        |
|         | Portrait de petit garçon                                                          |                 |                  |                                                                             | Bakou, musée national d'art d'Azerbaïdjan        |
|         | Chimères                                                                          |                 | 121,2 × 94,6 cm  |                                                                             | Collection particulière                          |
|         | Fillette raccommodant derrière une porte                                          |                 |                  |                                                                             | Collection particulière                          |
|         | Paysage aux peupliers                                                             |                 | 24,2 × 18,4 cm   |                                                                             | Collection particulière                          |
|         | Paysage boisé avec une rivière                                                    |                 | 39 × 46,5 cm     |                                                                             | Collection particulière                          |
|         | Le Retour du troupeau                                                             |                 |                  |                                                                             | Collection particulière                          |
|         | Nature morte au vase grec, argenterie et céramique                                |                 |                  |                                                                             | Collection particulière                          |
|         | Nature morte de pommes et poires                                                  |                 |                  |                                                                             | Collection particulière                          |
|         | Petit Chien endormi                                                               |                 |                  |                                                                             | Collection particulière                          |
|         | Femme bretonne lisant                                                             |                 |                  |                                                                             | Collection particulière                          |
|         | Alger                                                                             |                 | 32,4 × 17,8 cm   |                                                                             | Collection particulière                          |
|         | Jeune Fille aux fleurs                                                            |                 | 96 × 73,5 cm     |                                                                             | Collection particulière                          |
|         | Scène de rue orientaliste                                                         |                 | 30 × 18 cm       |                                                                             | Collection particulière                          |
|         | Intérieur d'atelier                                                               |                 | 60 × 73,2 cm     |                                                                             | Collection particulière                          |
|         | Portrait d'une fille en robe blanche                                              |                 | 61,3 × 50,5 cm   |                                                                             | Collection particulière                          |
|         | Une jeune femme dans la pièce Hamlet                                              |                 | 73,5 × 56 cm     |                                                                             | Pékin, Académie centrale des beaux-arts de Chine |
| image   | La Vaccination des enfants ,                                                      |                 |                  |                                                                             | Localisation actuelle inconnue                   |